# Épigenèse (biologie)
En biologie, l'épigenèse, du grec epi- (sur) et genesis (formation), désigne le processus par lequel un embryon se développe à partir d'une forme simple, comme une graine, une spore ou un œuf, pour devenir progressivement un organisme plus complexe à travers des étapes successives de multiplications et de différenciations cellulaires. C'est aussi l'ensemble des processus qui détermine les caractéristiques phénotypiques tout au long du développement d'un organisme. Ces divers processus dérivent d'effets indirects de l'action des gènes ou de phénomènes non génétiques, par exemple la communication entre deux cellules ou encore, la communication entre une hormone et sa cible. À la suite des processus de l'épigenèse, les structures morphologiques d'un organisme apparaissent et sont suffisamment ajustées entre elles pour que l'organisme soit fonctionnel, c'est-à-dire viable.

## Histoire de l'épigenèse

### Origine et précurseur de la théorie
Cette théorie a tout d'abord été formulée par Aristote dans son livre Sur la Génération des Animaux en opposition à la théorie de la préformation. Ce dernier a amené l'idée d'un phénomène par lequel le développement est provoqué par une série d'interactions de causes à effets qui ont un impact sur l'organisme. Aristote soutient aussi, à l'époque, que les facteurs génétiques sont les plus importants dans le développement d'un organisme. Bien que l'épigenèse semble être une évidence aujourd'hui en génétique, les théories créationnistes sur l'origine de la vie ont longtemps retardé son acceptation. Cependant, vers la fin du XVIIIe siècle, un long débat parmi les biologistes a finalement conduit l'épigenèse à remplacer l'opinion préformiste,.

### L'essor de la théorie
C'est en 1651 que William Harvey, professeur d'anatomie et de chirurgie, amène pour la première fois le terme « épigenèse ». Celui-ci, en suivant la théorie déjà émise par Aristote, a constaté que les parties de l' œuf d'embryon, formées de novo, ne sont pas toutes présentes et préformées au début du développement, mais surgissent une à la suite de l'autre à travers le développement d'un organisme.
Des années plus tard, en 1759, l'embryologiste Caspar Friedrich Wolff réfute ainsi la théorie de la préformation en faveur de l'épigenèse dans le même sens qu'Aristote et William Harvey. Pour C. F. Wolff, il y a de fortes relations entre les modifications de l'environnement au cours de la morphogenèse et le développement des espèces. À la suite de ses expériences, il en est venu à la conclusion que les organismes proviennent d'une matière adynamique dans laquelle apparaît des vésicules qui se transforment sous l'effet d'une force essentielle (vis essentialis) en organes qui se différencient progressivement.
Toujours en faveur de la théorie de l'épigenèse, Hans Driesch, philosophe et biologiste, a démontré en 1891 la théorie du développement régulateur. Lorsque l'œuf d'oursin entre dans un processus de segmentation, il passe par les stades de deux, quatre, huit, seize blastomères. Au stade de deux blastomères, Driesch a séparé expérimentalement ceux-ci et a observé que chacun se montre capable de former, à lui seul, un embryon, puis un organisme complet. Il a conclu que, jusqu'au stade quatre de la séparation des blastomères, ceux-ci sont capables d'une ontogenèse complète.
L'hypothèse de changements épigénétiques affectant l'expression des chromosomes a été émise le biologiste russe Nikolaï Koltsov. Finalement, c'est en 1942 que Conrad Waddington, biologiste et généticien, amène le terme « épigénétique » en fusionnant les mots épigenèse et génétique. Lorsque Waddington amena le terme pour la première fois, le rôle des gènes dans le développement des organismes était complètement inconnu. Ce terme fut principalement amené pour capturer l'essentiel de la génétique en interaction de l'environnement sur le contrôle du développement, soit dans la théorie du paysage épigénétique. Dans ses études, C. Waddington fut essentiellement intéressé dans les situations où la variation génétique n'était pas couplée à la variation phénotypique, donc le résultat de l'environnement externe. En effet, dans ses expériences, Waddington a génétiquement induit divers caractères chez la drosophile afin d'étudier la plasticité des différents phénotypes dans différentes conditions environnementales.
Tout au long de sa carrière, l'évolution était la pensée principale de Waddington : il était intéressé par l'évolution des mécanismes développementaux des divers organismes. Pour le généticien, l'œuf fécondé contenait un petit nombre d'éléments et, pendant le développement, ces éléments interagissaient ensemble pour produire le plus grand nombre de caractéristiques afin d'obtenir un organisme adulte.
À l'instar des recherches actuelles, l'épigenèse est synonyme de tous les processus qui entrent dans la mise en œuvre des instructions génétiques contenues au sein de l' œuf fécondé. L'épigénétique, quant à elle, est définie comme la somme des facteurs génétiques et non génétiques agissant sur les cellules pour contrôler sélectivement l'expression génique qui produit une complexité phénotypique croissante au cours du développement.

## Les études de l'épigenèse

### Chez les plantes
Les plantes ont été d'un grand intérêt pour les premiers morphologistes, dont fait partie Charles Darwin. En étudiant davantage les fleurs, il a constaté que, sur la tige de ces dernières, les feuilles sont toujours présentes avec une forme et une disposition spécifique : alternée ou opposée. Souvent, ces feuilles sont modifiées selon la hauteur de la tige. Il en a donc conclu que la feuille est l'unité morphologique de la fleur, c'est-à-dire que c'est par la transformation des feuilles qu'apparaît la fleur. Par modifications en haut de la tige, les feuilles deviennent tranquillement les sépales, les pétales, les étamines avec leur anthère et les carpelles du pistil qui contiennent les ovules. Darwin arrive alors à la conclusion que, sur une même tige, « se superposent des champs morphogénétiques dans lesquels l'épigenèse contrôle différemment les activités des gènes d'un même génome ». Ainsi, un organe pourtant semblable au départ se trouve modifié en organes très différents qui ont pour but principal la reproduction.

### Chez les animaux
Les cellules germinales jouent un rôle important dans la production des gamètes, dans l'hérédité et dans l'évolution. Ces dernières peuvent être affectées par des déterminants héréditaires maternels ou par des signaux inductifs . Chez certaines espèces animales, l'identification des cellules germinales peut arriver très tôt dans l'embryogenèse alors que chez d'autres espèces, les cellules germinales ne sont observées que plus tard dans le développement et résultent de signaux inductifs provenant de l'environnement. Les études sont arrivées à la conclusion que le développement des cellules germinales par signaux inductifs, soit par épigenèse, est un mode plus fréquent de spécification que celui par les déterminants héréditaires maternels chez la grande majorité des animaux. En effet, les données sur l'origine des cellules germinales chez les métazoaires suggèrent que l'épigenèse, donc le développement des cellules germinales par signaux inductifs, pourrait avoir été le mécanisme ancestral de la ségrégation précoce de ces cellules.
De plus, il semble que les mitochondries aient joué un rôle important dans la spécification des premiers métazoaires. Premièrement, le premier rôle implique la transduction de l'information génétique par des gradients d'oxygène. En effet, les mitochondries des cellules de métazoaires produisent un gradient d'oxygène entre l'extérieur et l'intérieur hypoxique des cellules, ce qui crée un axe intérieur-extérieur dans celles-ci. Ainsi, les cellules à l'intérieur, étant plus hypoxiques, se développent plus lentement que celles de l'extérieur en raison du taux métabolique qui diminue chez les animaux étant dans un environnement réduit en oxygène. Le second rôle de la mitochondrie dans l'épigenèse est de fournir les informations spatiales à travers les variations intracellulaires et extracellulaires de la densité mitochondriale. En effet, la densité mitochondriale est susceptible de moduler les divers paramètres physiologiques des cellules, principalement la signalisation redox et calcique. Les études sur les embryons d'oursin de Driesch ont montré que les informations spatiales peuvent jouer un rôle important sur la direction du développement.
Finalement, les aspects héréditaires du développement animal sont déterminés par le réseau de régulation génique. La plupart des aspects déterminants de l'ontogenèse de l'animal sont attribués à la logique de régulation encodée dans le réseau de régulation génique qui est propre à chaque espèce. Cependant, selon certaines études, le réseau de régulation n'est pas suffisant pour apporter toutes les informations nécessaires au développement normal d'un animal. Ainsi, le développement dépend aussi de processus stochastiques de rupture de symétrie, c'est-à-dire l'épigenèse, sensibles aux perturbations environnementales.

## Trois grandes propositions de l'épigenèse

### Processus dépendant de l'environnement
Différents phénotypes d'un organisme peuvent être produits à partir d'un génome quelconque, puisque le développement peut prendre différentes trajectoires en raison des différentes conditions environnementales . Ainsi, l'épigenèse met en vedette les interactions entre les réseaux de gènes, leurs produits et l'incidence des facteurs environnementaux tout au long du cycle de la vie d'un organisme. Traditionnellement, les pensées allaient dans le sens que les circonstances environnementales influençaient le développement psychologique et le fonctionnement des animaux, mais n'influençaient pas les gènes. D'une part, cette théorie pourrait être vraie puisque les effets spécifiques de l'ADN dépendent de la séquence d'ADN, donc de l'ordre des paires de base, qui spécifie ce qui est hérité chez l'animal pour les générations futures. Les effets spécifiques de l'ADN ne peuvent alors pas être modifiés par l'environnement. D'autre part, avec l'arrivée de la génétique moléculaire, il a été montré que les effets fonctionnels de cette séquence d'ADN dépendent entièrement de l'expression des gènes et peuvent être influencés par des conditions environnementales. Ainsi, il est certain, selon les connaissances actuelles, que l'environnement a un effet sur les gènes grâce au processus de l'épigenèse. Il y a quatre principales variétés d'interactions gène-environnement, soit les effets épigénétiques des différents types d'environnement sur les gènes, les variations de l'héritabilité selon les circonstances environnementales, les relations gènes-environnement et finalement, les interactions gènes-environnement. De nos jours, seulement les découvertes génétiques moléculaires fournissent des indications directes sur les interactions entre les gènes et les conditions environnementales.
Pour les effets épigénétiques des différents types d'environnement sur les gènes, les chercheurs ont observé des rates qui allaitaient en laboratoire. Ils ont alors remarqué des variations dans le comportement maternel qui étaient associées à des différences individuelles dans le comportement et la réponse au stress des descendants. La question était de savoir si cette influence entre les générations était causée par des facteurs environnementaux ou des facteurs génétiques. Leurs études en sont arrivées à la conclusion que les variations étaient causées par l'élevage et non par des facteurs environnementaux. Ils ont alors voulu comprendre les mécanismes qui causaient cette variation entre les comportements des différentes rates. Les observations ont montré que les variations étaient induites par des effets de méthylation de l'ADN sur le promoteur spécifique du gène du récepteur des glucocorticoïdes dans l'hippocampe, une partie du cerveau. Ainsi, les variations étaient causées par un effet épigénétique sur un type de stéroïde en conséquence à des types d'élevage différents chez les rates. La dernière question des chercheurs était de savoir si le marquage épigénétique était irréversible chez les mères rates. Ainsi, il a été constaté qu'un médicament appelé trichostatine-A permettait d'inverser les effets des méthylations de l'ADN.
Ensuite, les variations de l'héritabilité selon les circonstances environnementales sont une des quatre variétés d'interaction gène-environnement. Premièrement, l'héritabilité va diminuer lorsqu'il y aura un énorme effet de risque causé par l'environnement, alors qu'au contraire, elle augmentera lorsqu'il y aura un risque génétique majeur. Deuxièmement, il existe un modèle bioécologique qui propose que des environnements avantageux qui sont à proximité améliorent les influences génétiques. Finalement, le modèle de contraintes/opportunités environnementales veut que les différences individuelles influencées génétiquement augmenteront l'héritabilité si l'environnement est propice et offre des opportunités. Au contraire, l'héritabilité sera moindre s'il y a des contraintes environnementales puisque cela empêche la possibilité que des initiatives individuelles fassent une grande différence.
Une autre variété d'interactions gène-environnement est la relation entre les gènes et l'environnement. Cette corrélation gène-environnement concerne les influences génétiques sur la variation des organismes à des types d'environnements précis. Les relations entre ces influences génétiques et les environnements spécifiques peuvent être passives, actives ou évocatrices. Les relations passives se rapportent « aux effets des gènes parentaux sur les comportements des parents qui aident à façonner les environnements d'élevage qu'ils offrent à leurs enfants ». Les relations actives et évocatrices se réfèrent « aux effets des gènes de l'enfant sur les comportements des enfants qui favorisent la sélection des environnements ou qui influencent les interactions interpersonnelles, et, par conséquent, influencent les réactions des autres à l'égard de l'enfant».
Finalement, il y a quatre raisons principales qui permettent d'expliquer pourquoi les gènes et l'environnement ont de l'influence sur les organismes. Premièrement, la variation génétique en réponse à l'environnement est la principale matière pour le processus de sélection naturelle. Deuxièmement, le développement biologique au niveau des individus implique des adaptations à l'environnement extérieur qui sont très importantes lors de la période de développement des individus. Troisièmement, il y a une grande variabilité dans les réponses des organismes aux dangers environnementaux. Ainsi, la réaction des organismes aux conditions environnementales est obtenue indépendamment de l'influence génétique. Quatrièmement, de nombreuses études ont montré que les gènes et l'environnement ont de l'influence sur un individu. En effet, lors d'une étude menée sur des jumeaux, il a été montré que les gènes et l'environnement ont joué un certain rôle dans certains troubles anxio-dépressifs.

### Processus indépendant des changements dans les séquences de nucléotides du génome
Le terme « épigénétique » définit « les mécanismes moléculaires qui modulent l'ADN indépendamment des altérations de la séquence d'ADN ou de la régulation de l'expression génique exercée par des voies d'interactions entre des protéines et/ou des ARN produisant des résultats phénotypiques ». En effet, le génome est influencé tout autant par les conditions environnementales que par le programme de développement standard d'un organisme. Le génome peut intégrer les changements environnementaux, mais ce signal de l'extérieur modifie le phénotype d'un organisme par la régulation de l'expression génique sans changer la séquence d'ADN du génome.

### Processus présent tout au long de la vie
Le terme épigenèse désigne la génération des phénotypes et de diversité phénotypique entre les individus et est un processus qui implique l'action de facteurs environnementaux pendant toute la vie d'un individu en extension aux processus épigénétiques. En effet, la construction des phénotypes se fait par les entrées externes et les ressources. Les facteurs environnementaux jouent aussi un rôle important dans l'évolution des organismes. Ainsi, lorsque l'épigenèse forme les structures morphologiques d'un organisme et que l'organisme est viable, le processus continu jusqu'à la mort selon les conditions de l'environnement.

## Méthylation de l'ADN

Figure 4 : Ajout d'un groupement méthyle (CH3) sur une cytosine lors de la méthylation de l'ADN par l'enzyme ADN méthyltransférase

La méthylation de l'ADN est la modification épigénétique la plus étudiée par les chercheurs. Ce processus consiste en l'ajout d'un groupement méthyle (CH3) à des nucléotides spécifiques sur le génome. Cette modification sur les nucléotides du génome est faite par des enzymes spécifiques appelées ADN-méthyltransférases. Chez les différents taxons, la méthylation de l'ADN comporte de nombreuses différences, soit au niveau du type de nucléotides méthylés, adénine ou cytosine, ou à quelle position moléculaire le groupe méthyle s'ajoutera. En effet, chez Eubacteria et Archaea, la méthylation se produit sur l'adénine alors que chez les Eukaryota, la seule modification de l'ADN convaincante est la méthylation qui se produit en position C5 de la cytosine. Par contre, la méthylation en position C5 de la cytosine est commune dans tous les domaines de vie.

### Implications de la méthylation de l'ADN
De plus, la méthylation de l'ADN, chez les plantes et les champignons principalement, peut être utile pour la protection contre les éléments transposables. Aussi, chez les mammifères, la méthylation de l'ADN intervient dans l'inactivation d'un des deux chromosomes X femelles, ce qui confère à la femelle la même situation que les mâles qui possède un seul chromosome. Troisièmement, cette méthylation est impliquée dans l'empreinte génomique, qui est détectée chez les mammifères et certaines plantes au cours de la gamétogenèse. Finalement, la méthylation de l'ADN, chez les bactéries, sert de protection pour le génome puisque les endonucléases les enzymes qui coupent l'ADN, ne reconnaissent pas les séquences de nucléotides méthylés du génome des bactéries.

## Acétylation des histones
L'acétylation des histones est un second marqueur épigénétique. En effet, l'acétylation sélective de lysines spécifiques sur les histones fournit un marqueur épigénétique stable. Les génomes eucaryotes se trouvent dans une chromatine extrêmement compactée, ce qui impose des contraintes à la transcription des gènes, qui sont difficiles d'accès. Afin d'éviter le problème, l'acétylation des histones a évolué afin de décompacter la chromatine pour augmenter l'accessibilité à la machinerie transcriptionnelle de l'ADN. Cette acétylation des histones est réversible et est contrôlée par les histones acétylases (HAT) et les histones désacétylases (HDAC) qui agissent respectivement comme co-activateurs et co-répresseurs de la transcription. Ainsi, les modifications post-transcriptionnelles des histones forment un code qui dicte la manière de réguler le gène. Ce code marque de façon épigénétique le gène, soit d'une manière transitoire ou d'une façon stable.

## Épigenèse de nos jours
Vers la fin du XXe siècle et le début du XXIe siècle, l'épigénétique est devenue une sous-discipline de la biologie largement reconnue et est devenue synonyme de « patrimoine épigénétique ». Elle s'intéresse aux interactions qui conduisent à des phénotypes prévisibles et fonctionnels. De nos jours, la difficulté de l'épigénétique est que, même en distinguant l'ADN et l'hérédité non ADN, il est difficile de différencier les phénomènes génétiques des phénomènes épigénétiques.